# 西貢中心郵政局

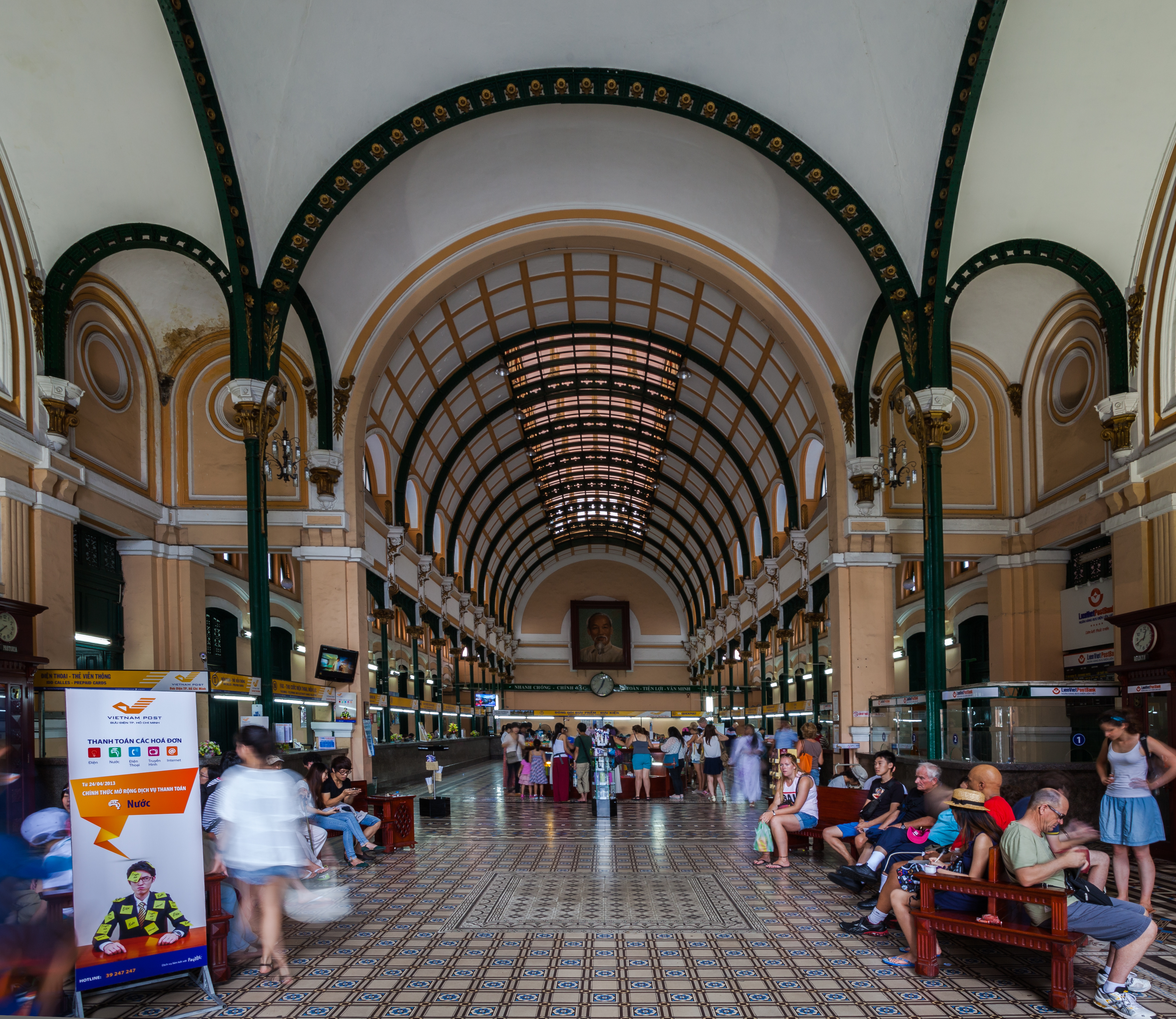
大廳

西貢中心郵政局（越南语：／）又名西貢中央郵局，位於越南胡志明市第一郡，此郵局和西貢聖母聖殿主教座堂相鄰。由法國於1886年至1891年間興建，至1892年正式啟用。工程建築風格充滿法式風情，與附近環境互相配合。這是郵政與電信總局，同時也是法國殖民時期的第一座郵政局。到了現在，郵政局是胡志明市著名地標之一，吸引不少旅客參觀。
西貢中央郵局的建築師是 Alfred Foulhoux，但亦有傳聞建築師是由古斯塔夫·埃菲尔所設計的。
郵政局內部相當寬敞，以簡單的綠色鐵條裝飾包住排水管。大型胡志明肖像掛畫則放置在大廳正中，兩旁的牆壁上則是越南的舊地圖，舊地圖下則設有特色電話亭。郵政局兩則設有紀念品店及提款機。

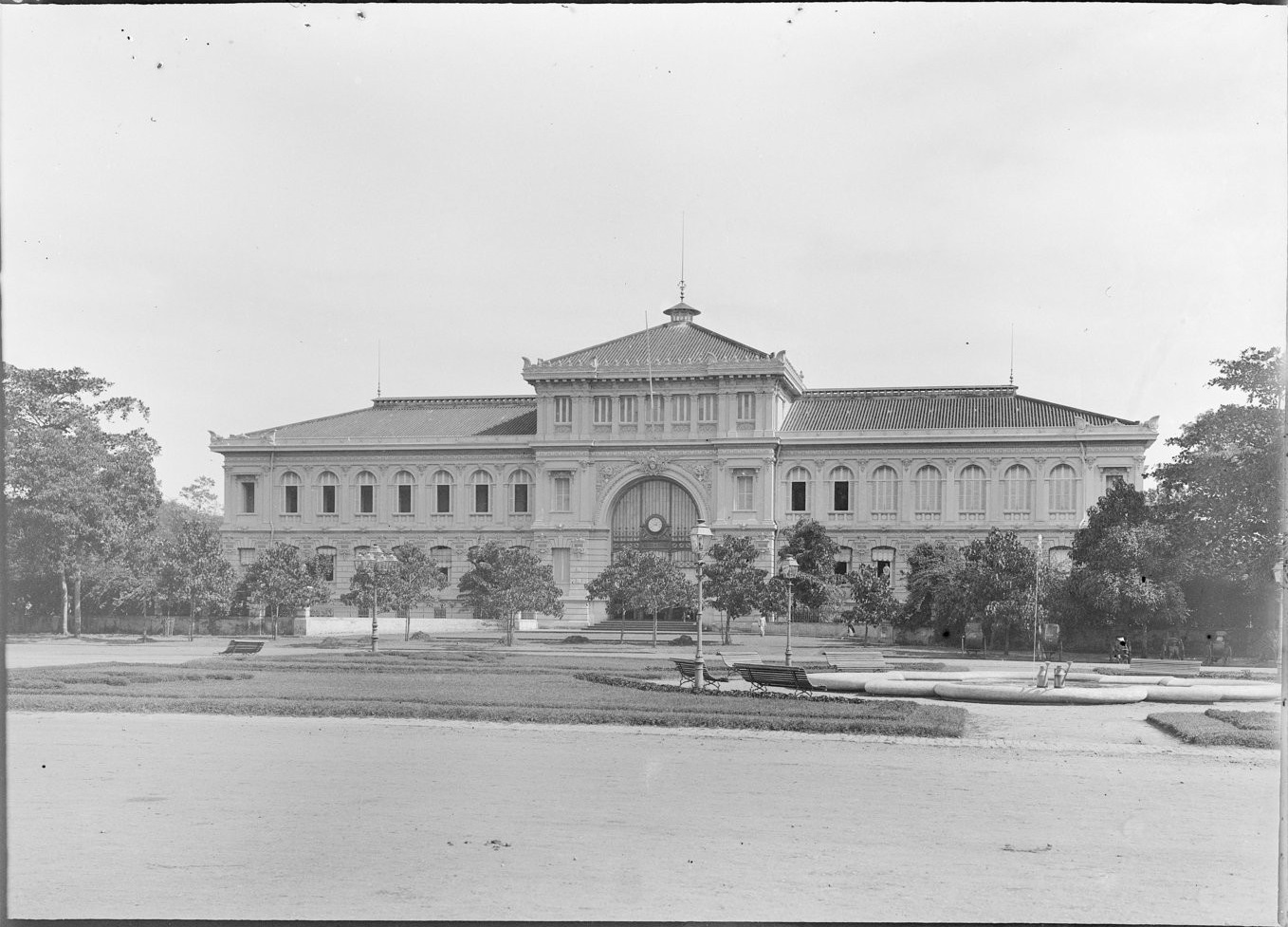
1895年時的外觀
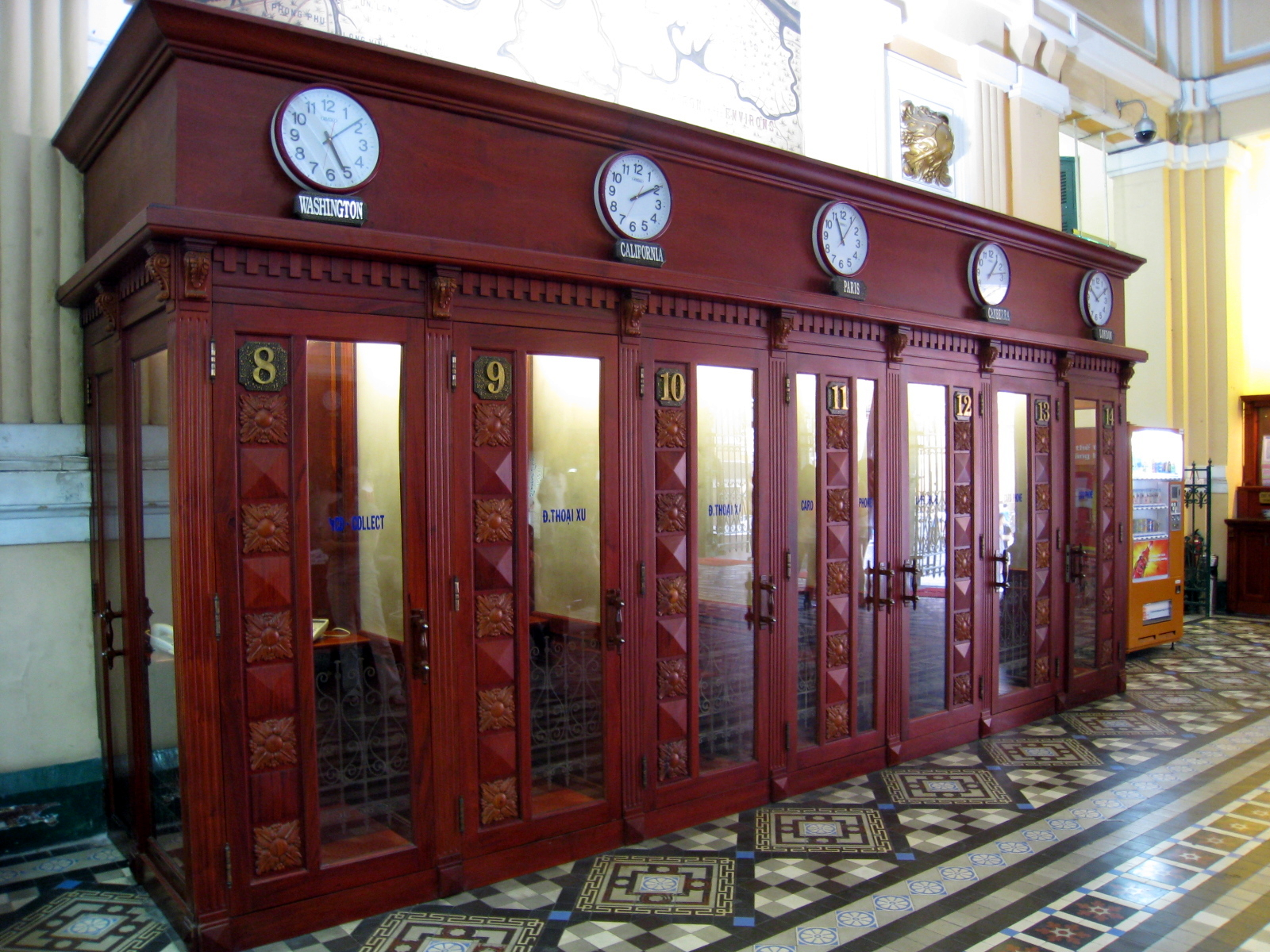
特色電話亭
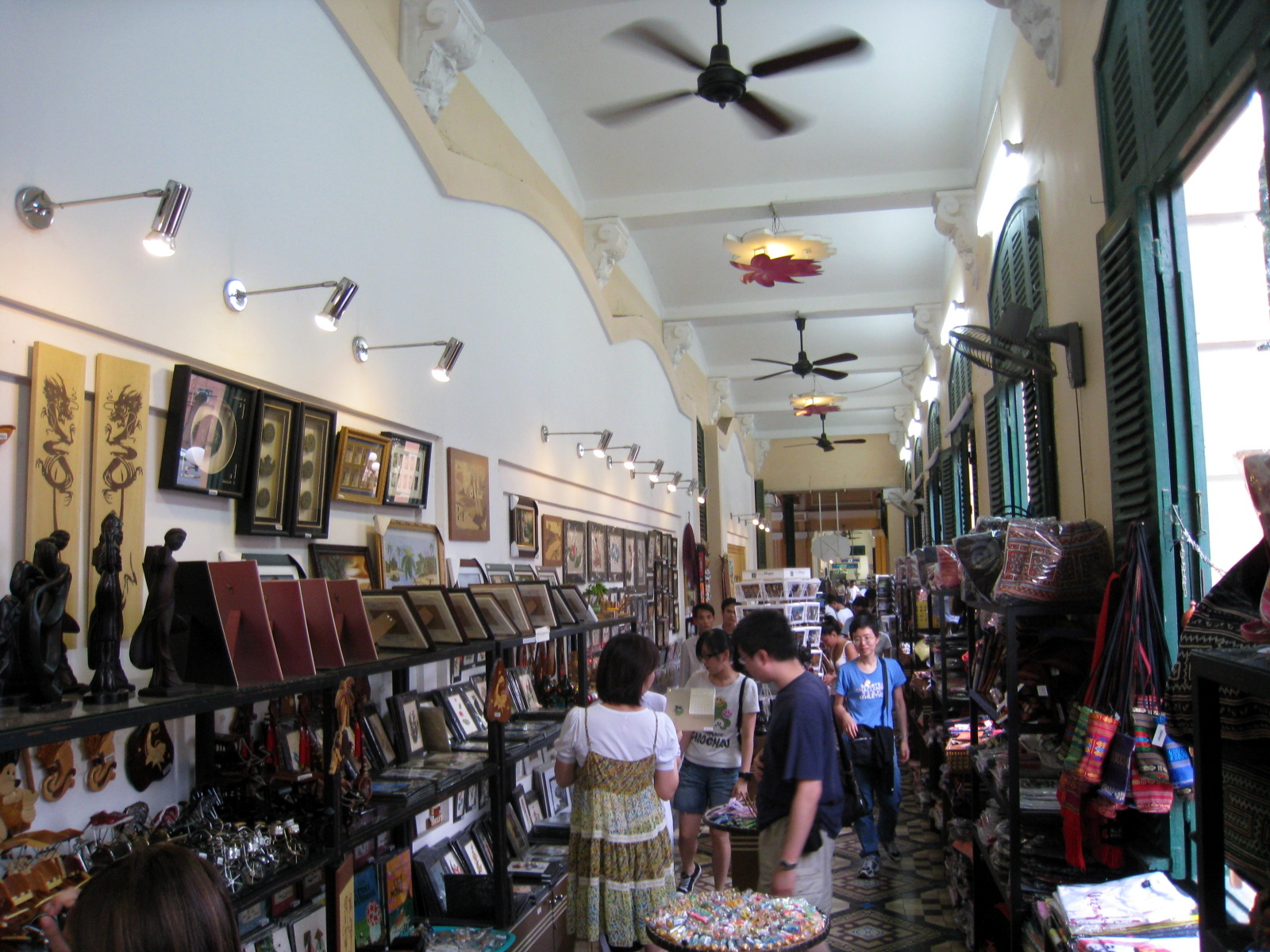
紀念品店
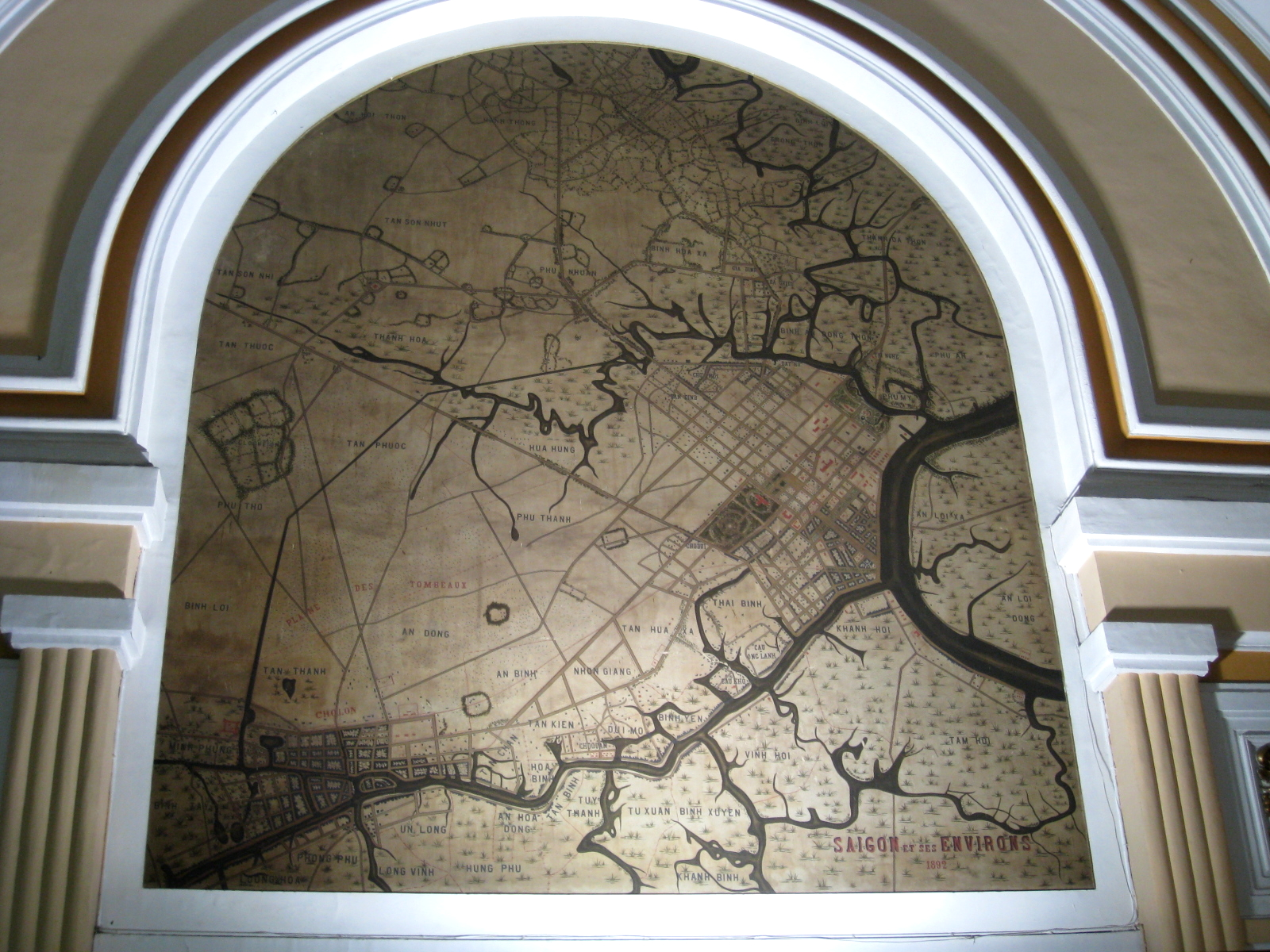
牆壁上的舊地圖

## 外部連結
- 胡志明市郵局（越南文）
- 西貢中心郵政局介紹 （页面存档备份，存于）（中文）